# Sever de Mileum
Sever de Mileum fou bisbe de Mileum a Numídia, amic i admirador de Sant Agustí.
Va compondre una mena de panegíric de Sant Agusti titulat Venerabili ac desiderabili et toto sinu charitatis amplectendo episcopo Augustino, que encara es conserva. Només se sap que va morir abans que Sant Agustí.